# Svarttjärnen (Ramsele socken, Ångermanland, 704186-152818)
Svarttjärnen är en sjö i Sollefteå kommun i Ångermanland och ingår i Ångermanälvens huvudavrinningsområde.